# Olympische Sommerspiele 1896/Radsport – Sprint Bahn (Männer)
Der erste olympische Bahnradsprint der Männer bei den Olympischen Spielen 1896 in Athen fand am 11. April 1896 statt. Die Distanz betrug 2 Kilometer, was sechs Runden entsprach.
Es war sehr kalt am Tag des Wettkampfes. Es wurde ein Lauf ausgetragen. Da keiner der Athleten das Tempo machen wollte, war das Rennen bis zum Ziel langsam geprägt. Schließlich siegte der Franzose Paul Masson mit einer Zeit von 4:58,2 min. Dieser gewann am selben Tag auch das Zeitfahren sowie das Rennen über 10 km.

## Ergebnisse
| Rang | Athlet                 | Nation          | Zeit       |
| ---- | ---------------------- | --------------- | ---------- |
| 1    | Paul Masson            | Frankreich      | 4:58,2 min |
| 2    | Stamatios Nikolopoulos | Griechenland    | 5:00,2 min |
| 3    | Léon Flameng           | Frankreich      | unbekannt  |
| –    | Josef Rosemeyer        | Deutsches Reich | DNF        |